# Nationale Open Universiteit Indira Gandhi
De Nationale Open Universiteit Indira Gandhi (Indira Gandhi National Open University, afgekort IGNOU) is een landelijke open universiteit in India met hoofdvestiging in New Delhi. De universiteit is genoemd naar de voormalige premier Indira Gandhi.

## Achtergrond
De universiteit werd opgericht in 1985 en is inmiddels de grootste universiteit in de wereld met ruim 3 miljoen studenten in India en tientallen landen erbuiten.
Ze werd opgericht als een open universiteit om studiemogelijkheden op afstand te bieden, waardoor zij ook toegankelijk werd voor studenten in achtergebleven en verafgelegen gebieden.
De universiteit verleende verschillende eredoctoraten, onder meer aan de veertiende dalai lama Tenzin Gyatso (1935) en de Assamees schrijfster en dichteres Indira Goswami (1942-2011).

## Scholen
- Geesteswetenschappen
- Sociologie
- Exacte wetenschappen
- Onderwijs
- Voortgezet onderwijs
- Techniek
- Management
- Geneeskunde
- Computer- en informatiewetenschappen
- Land- en tuinbouw
- Rechtsgeleerdheid
- Journalistiek en nieuwe media
- Geslacht- en ontwikkelingsstudies
- Toerisme
- Interdisciplinaire en transdisciplinaire studies
- Maatschappelijk werk
- Beroepsonderwijs en -training
- Uitbreiding en ontwikkeling
- Vreemde talen
- Vertaling en training
- Podiumkunsten en beeldende kunst